# العرامي (أحوال البر)

تعديل مصدري - تعديل

العرامي محلة تابعة لقرية أحوال البر، التابعة لعزلة مذيخرة بمديرية مذيخرة إحدى مديريات محافظة إب في الجمهورية اليمنية، بلغ تعداد سكانها 58 حسب تعداد اليمن لعام 2004.